# Coppa Goetzlof
La Coppa Goetzlof era un trofeo calcistico per squadre di club istituito nei primi anni del XX secolo.
Il trofeo fu messo in palio a proprie spese da Vieri Arnaldo Goetzlof, all'epoca dirigente e giocatore del Genoa Cricket and Football Club.
Il trofeo aveva un'originale formula challenge; la "Coppa" veniva messa in palio in gara secca tra la squadra detentrice ed una squadra sfidante. La squadra che fosse riuscito a difenderlo in quattro sfide consecutive si sarebbe aggiudicato definitivamente il trofeo.
La Coppa fu conquistata al primo tentativo dal Genoa, che riuscì a difendere la Coppa nei quattro i match, schierando in tutte le partite lo stesso Goetzlof. Il trofeo è esposto nel Genoa Museum and Store.

## Albo d'oro
| Data            | Sfida                | Risultato | Vincitore |
| 4 ottobre 1908  | Genoa - Inter        | 10-2      | Genoa     |
| 11 ottobre 1908 | Genoa - Andrea Doria | 2-0       | Genoa     |
| 18 ottobre 1908 | Genoa - Torino       | 1-1       | Genoa     |
| 25 ottobre 1908 | Genoa - Milan        | 4-2       | Genoa     |